# Ximenia americana
Ximenia americana es un pequeño árbol nativo de los bosques de América, África, Asia.

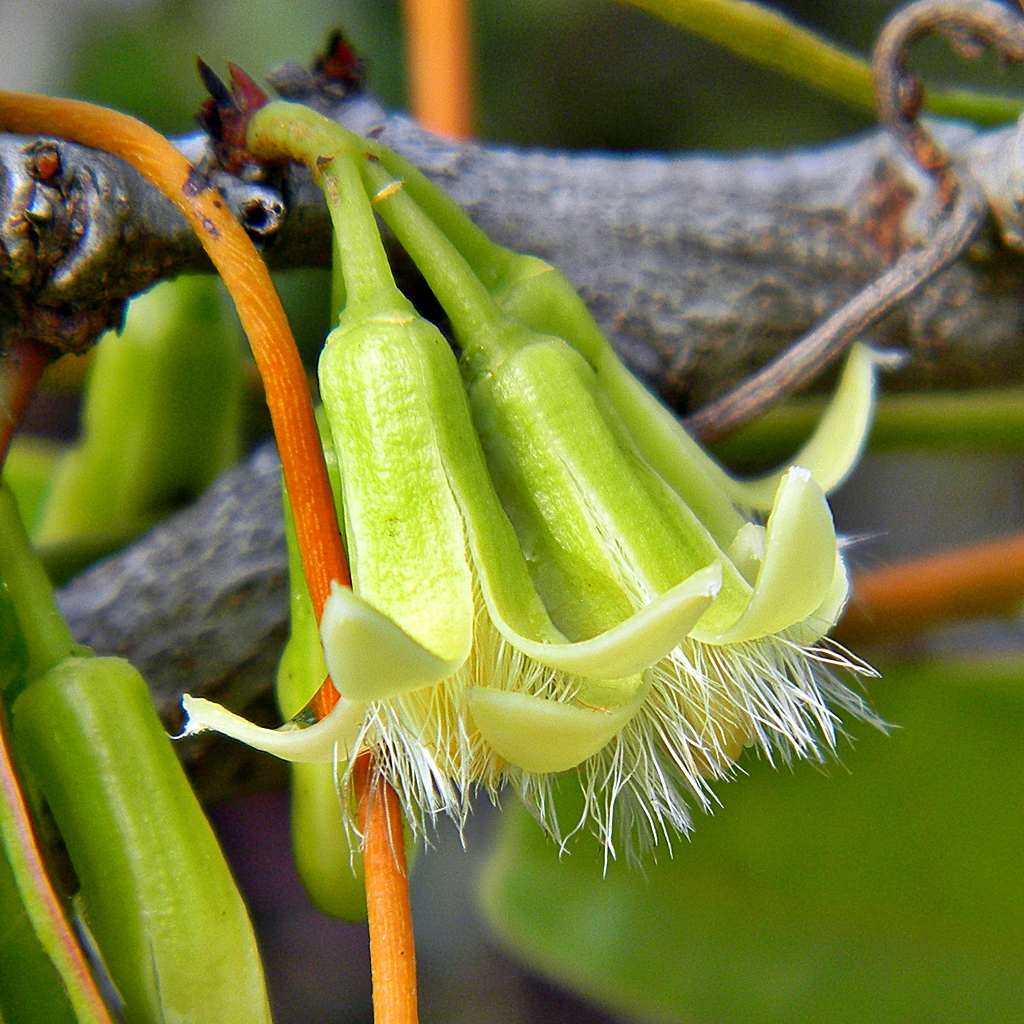
Detalle de la flor

Una especie relacionada con la cual se suele confundir es Ximenia caffra, la cual se encuentra en África.

## Descripción
Son arbustos o árboles pequeños, que alcanzan un tamaño de hasta 10 m de alto, las ramitas glabras, con espinas axilares y generalmente terminadas en espinas. Las hojas son de forma ovaladas, verde brillante y tienen un fuerte olor de almendras. Las flores son de color pálido. Los frutos son de color amarillo o rojo-anaranjado.
Recibe otros nombres en las diversas regiones donde prospera, entre ellos los ce albarillo del campo, ciruelillo, ciruelo cimarrón, chocomico, Jia manzanilla, limoncillo, pepenance y yana, damasco de monte, pagta, pata de monte.

## Usos
Los frutos tienen un agradable sabor del albaricoque. En Asia, las hojas jóvenes se cocinan como verdura. Sin embargo, las hojas también contienen cianuro y es necesario que sean bien cocidas y no debe ser consumidas en grandes cantidades.
Es medicinal y se emplean sus frutos contra malestares del estómago. 

## Nombres comunes
En Argentina, según la región: albarillo, damasco de monte, damasquito de monte, pagta, pagta de monte, pata de monte. En Cuba: ababuy.

## Taxonomía
Ximenia americana fue descrita por Carlos Linneo y publicado en Species Plantarum 2: 1193–1194. 1753.
Variedades aceptadas
- Ximenia americana var. microphylla Welw.

Sinonimia
- Amyris arborescens P. Browne
- Heymassoli inermis Aubl.
- Heymassoli spinosa Aubl.
- Pimecaria odorata Raf.
- Ximenia aculeata Crantz
- Ximenia americana var. americana
- Ximenia americana f. inermis (Aubl.) Engl.
- Ximenia americana var. ovata DC.
- Ximenia elliptica G. Forst.
- Ximenia fluminensis M. Roem.
- Ximenia laurina Delile
- Ximenia loranthifolia Span.
- Ximenia multiflora Jacq.
- Ximenia verrucosa M. Roem.
- Ziziphus littorea Teijsm. ex Hassk.[4]